# Presse à découper
Pour les articles homonymes, voir presse.

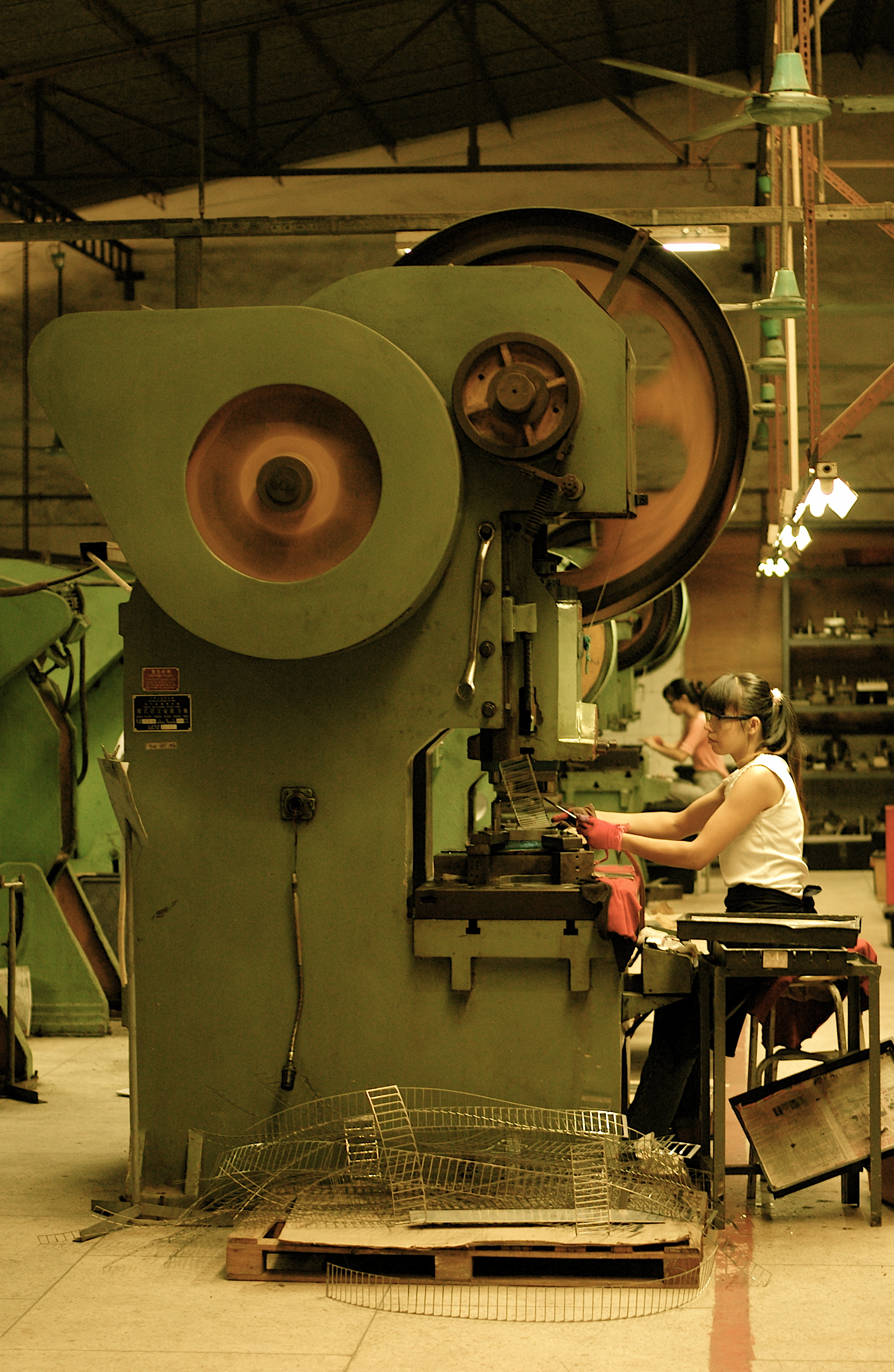
Presse à découper mécanique

La presse à découper, la presse à perforer ou la perforatrice est une machine-outil de pressage (en) utilisée pour découper des formes ou perforer des trous dans des matériaux. Elle peut être de petite dimension, utilisé manuellement ou très grande, à commande numérique, avec un tour multi-position. Il existe de nombreuses tailles de presses à découper qui vont du modèle personnel compact aux grandes versions pour atelier de mécanique.
C'est une machine utilisée par les entreprises de la mécanique pour produire des pièces métalliques à partir de tôles. On l’utilise pour réaliser des trous dans des tôles métalliques, plaques de plastique, papier ou carton. Pour réaliser cette tâche, on peut utiliser de simples moyens d'actionnement manuel mais aussi des presses mécaniques sophistiquées très puissantes. Son but est de séparer partiellement ou complètement des zones de la tôle de façon à obtenir la forme voulue et/ou de les préparer pour d'autres opérations.

## Historique

### Présentation
Ces machines sont souvent connues sous le nom de « presses à clicker » ou «presse à cliquer» en raison de la méthode historique utilisée dans l’industrie de la chaussure pour couper des patrons. À l'origine, les ouvriers coupeurs de cuir produisaient des pièces coupées à l'aide d'un couteau à main qu'ils cousaient autour d'un motif ou d'un gabarit. Ces motifs avaient une bordure en laiton pour protéger le gabarit et, lorsque la lame tournait autour de la bordure en laiton, elle produisait un clic. Les agents sont donc connus sous le nom de « cliqueurs ». Avec le développement des presses à bras oscillant pour faire ce travail, les machines sont devenues des presses à cliquer. Le terme reste en usage à ce jour.
Aujourd'hui, la presse à découper est une machine utilisée par les entreprises de la mécanique pour produire diverses pièces. La presse à découper se déplace verticalement.
Un des mécanismes à découper le plus simple qui existe est celui de la perforatrice, pour faire des trous dans les feuilles.

### Frise chronologique
Historiquement, le métal était frappé à la main à l'aide d'un marteau. Plus tard, de plus grands marteaux ont été construits pour presser plus de métal à la fois, ou pour presser des matériaux plus épais. Autrefois, un forgeron employait un assistant ou un apprenti pour balancer le marteau tandis que le forgeron se concentrait sur le positionnement de la pièce.
Au milieu du XIXe siècle, les marteaux manuels ont commencé à être remplacés dans l'industrie par le marteau à vapeur, qui a été décrit pour la première fois en 1784 par James Watt, un inventeur écossais et ingénieur mécanicien mais qui fut construit en 1840 par l’inventeur britannique James Nasmyth.
À la fin du XIXe siècle, les marteaux à vapeur avaient augmenté considérablement en taille et en force de frappe. En effet, on note qu’en 1891, la Bethlehem Iron Company a fait une amélioration permettant à un marteau à vapeur de livrer un coup de 125 tonnes.
1850 – 1900
Au cours de la révolution industrielle, les machines de découpe à manche de maillet on fait leur apparition. Elles étaient très populaires dans l’industrie de la chaussure.
1900 – 1950
Une presse à bras oscillant a été ajoutée aux machines d’origines. Ces machines ont vite commencé à fabriquer en masse des produits tels que des tuyaux.
1950 – 2000
Des versions plus petites des machines ont commencé à être utilisées dans les maisons et les écoles. Les outils de découpe à main ont été introduits, ainsi que les petites machines de table : les perforatrices.
Des années 2000
Les presses à découper modernes se connectent directement à un ordinateur, ce qui permet de réaliser des travaux manuels extrêmement détaillés.

## L'utilisation dans différents domaines
La presse à découper s’utilise dans différents domaines industriels : dans l’industrie de la chaussure pour faire les trous pour les lacets, dans l’industrie du plastique et du métal pour donner des formes aux matériaux. On les utilise aussi pour perforer du carton ou papier en grandes quantités. Les presses sont aussi utilisées dans le domaine de la production artisanale en série ainsi que pour perforer et découper  du cuir. Ces machines sont également utilisées pour la production de monnaies, signaux décoratifs, panneaux métalliques, pièces de métal pour les avions et voitures.
Il existe d’innombrables presses à découper en accord avec le résultat souhaité. Ces presses sont utilisées pour la coupe mais aussi pour d’autres opérations comme l’estampage, le pliage, l’emboutissage ou le dessin.
En effet, le développement de la presse mécanique a rendu possibles les dessins profonds. Avec de l’acier élastique haute résistance et une vitesse d’action beaucoup plus réduite, cela permet de déformer la plaque d'acier sans la casser.
À l’heure actuelle, la presse électrique peut imiter le travail d’une presse hydraulique, d’une presse à maillon, d’une presse à levier ou à bascule.

## Composition d'une presse à découper
Les éléments principaux qui compose une presse à découper sont :
- Le poinçon, qui a la taille et la forme du trou souhaité et qui permet de perforer le matériel
- La matrice est l’endroit où l’on dépose le matériel à perforer c’est comme le moule, c’est cet élément qui va donner la forme voulue au matériel
- La table, où est déposée la matrice
- La presse, qui donne une impulsion, ce qui va permettre d'emboîter le poinçon et la matrice. C’est sur elle qu’on fixe le poinçon[5]

### Vocabulaire d’utilisation de la presse
Poinçonnage : ce sont des trous de petit diamètre, sur une surface quelconque. Le déchet est appelé débouchure.
Découpage : le produit obtenu est un flan (partie extraite de l’objet de base).
Crevage : c’est un découpage partiel.
Encochage : c’est un découpage ou poinçonnage débouchant sur un contour (au bord de la pièce initiale).
Grignotage : c’est le poinçonnage partiel par déplacement progressif de la pièce ou du poinçon.
Arasage : c’est le découpage en reprise (afin d’obtenir une précision de cotes et d’état de surface), c’est une opération de finition.
Détourage : finition d’un contour déjà ébauché, modifié au cours d’une déformation.
Pas : On appelle « pas » la longueur dont avance la bande entre deux coups de presse.

### Effort exercée sur le poinçon pendant une opération de découpage
Formule :       F = L x e x RC
L = périmètre découpé en mm
e = épaisseur de tôle en mm
RC = résistance au cisaillement en daN/mm2
F = effort de découpe en daN

### Principales problématiques de ces opérations de découpe
- Résistance à la compression
- Résistance au flambage (déformation d'une pièce longue sous l'effet de la compression)

## Les différentes presses à découper
On recense plus d’une dizaine de presses à découper différentes, classées en 3 catégorie :
- les presses à découper manuelles : la presses à découper à bras oscillant (aussi connues sous le nom “clicking press”), la presse à découper à tête reculée, la presse à découper manuelle à tête mobile ou encore la presse à découper manuelle à tête fixe.
- les presses à découper automatiques : la presse à découper à tête mobile, la presse à découpe rapide, la presse à découper automatique à laser
- Les presses à découper rotatives : la presse à système de découpe rotative

Mais il existe d’autre presses à découper comme la presse hydraulique ou la presse à découpe laser.

### Presse à découper rotative
Elles sont composées d’une enclume cylindrique et une matrice en acier. C’est le cylindre qui effectue l’opération de découpe. Cette presse offre une série de découpes rapide et précise. Elles sont plus utilisées pour des « coupe en biseau ». Elles permettent d’augmenter la productivité et de réduire les déchets de matériaux.

### Presse à découper laser
Le découpage au laser applique un faisceau non thermique, entièrement focalisé pour façonner le matériel dans des formes et des tailles faites sur commande. Le laser est typiquement commandé par ordinateur et suit une conception préréglée de CAO, permettant la production d'un grand volume de pièces uniformes.
La découpe au laser est très efficace pour les projets nécessitant précision et rapidité. Elle est également utile pour créer des prototypes initiaux rapides et façonner des matériaux plus difficiles qui autrement seraient ingérables.

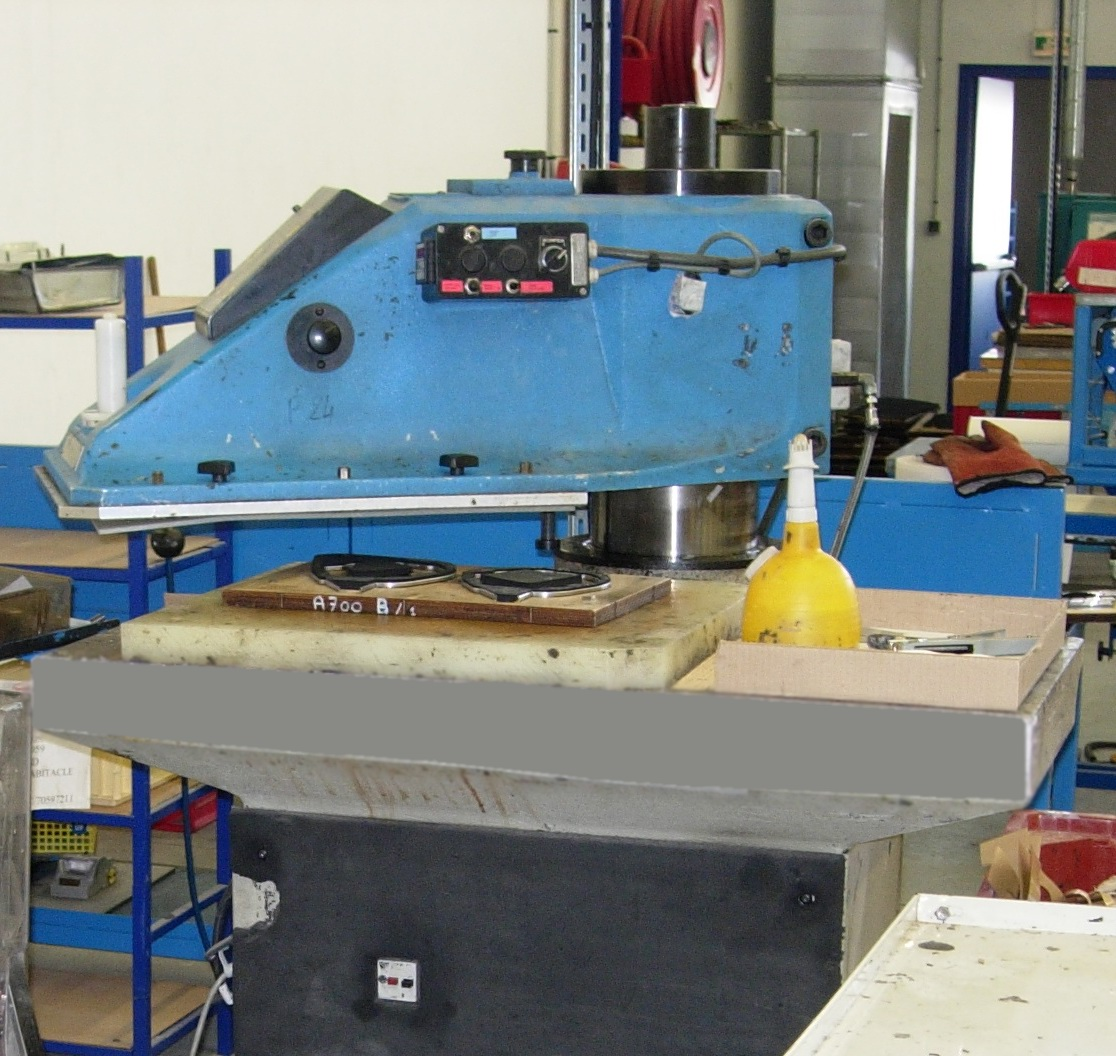
Presse à découper hydraulique

### Presse à découper hydraulique
Les presses à découper hydrauliques sont adaptées à la découpe des matériaux souples, tels que le papier, le carton, le textile, le textile technique, le cuir, le joint, les mousses, les plastiques,  la moquette, le feutre, les composites (Kevlar, tissu de verre, carbone), revêtements et dalles de sol, etc.
La dimension des pièces à découper et le niveau d’automatisation souhaité conditionnent le choix de la presse à utiliser et de la technique utilisée. Selon les cas d’utilisation, il est possible d’opter pour plusieurs méthodes de pressage hydraulique pour découper les pièces. Une presse à bras tournant ou à chariot mobile pourra convenir pour des pièces de petites dimensions avec un faible coût de fonctionnement, une presse à pont mobile, très polyvalente, permettra de travailler en automatique ou avec un placement manuel des outils particulièrement adapté à la découpe du cuir ou des textiles avec motifs, tandis qu’une presse de découpe à pont plongeant, sera plus adaptée à la grande série en plaques ou en rouleaux.
Presse de découpe à plat :
« Découpe à plat » signifie que le découpe s'effectue en mouvement perpendiculaire à celui de la plaque. C’est une presse à découper hydraulique composée d’une matrice en acier. Cette presse offre des coupes de précision, de bouts, en feuilles et en stratifiés. Cette presse offre des coûts d’outillage réduits, elle est utilisée pour des faibles volumes avec une variation des formes fabriquées.

## Sécurité des machines et prévention des risques professionnels
Les presses à découper sont des machines qui peuvent, si aucune mesure de prévention n'est prise, présenter des risques pour les opérateurs et tierces personnes amenés à les côtoyer.
Dans l'Union Européenne, d'un point de vue réglementaire, la conception et l’utilisation d’une machine-outil doivent être conformes, entre autres :
- à la directive "Machines" 2006/42/CE pour la conception
- à la directive 2009/104/CE qui s’adresse aux utilisateurs de machines

### Conception des presses à découper destinées au marché européen
Conformément aux dispositions de la Directive européenne "Machines" 2006/42/CE, les fabricants doivent réduire les risques dès la conception et respecter les Exigences Essentielles de Santé et de Sécurité listées dans son Annexe I.
Pour les aider dans leur démarche, les fabricants pourront s'appuyer sur la norme NF EN ISO 12100:2010 "Sécurité des machines — Principes généraux de conception — Appréciation du risque et réduction du risque" qui décrit les principes généraux de conception des machines, ainsi que sur les brochures INRS relatives à la prévention des risques mécaniques et à la conception des systèmes de commande.

### Utilisation des presses à découper sur le territoire européen
Afin de préserver la santé et la sécurité des travailleurs, l’employeur doit s’assurer que les machines sont sûres et conformes et que leur utilisation n’expose pas les salariés à des risques, et ceci dans toutes leurs phases de vie.
A cet effet, il doit réaliser l’évaluation des risques liés à la machine dont les résultats seront transcrits dans le Document unique d’évaluation des risques.
De plus, l’employeur a l’obligation de maintenir la machine en état de conformité (R.4322-1 du Code du travail).

### Exemples de moyens de protection
Les presses peuvent être dangereuses, ainsi des mesures de sécurité doivent toujours être prises. Les commandes bi-manuelles (contrôles dont l'utilisation exige que les deux mains soient sur les boutons pour fonctionner) sont un très bon moyen pour prévenir les accidents, tout comme les capteurs de lumière qui empêchent la machine de démarrer si l'opérateur se trouve trop près de celle-ci.